# Huinong
Huinong är ett stadsdistrikt i Shizuishan i den autonoma regionen Ningxia i nordvästra Kina.